# Malhação 2010
A décima oitava temporada da série de televisão brasileira Malhação, comumente chamada de Malhação 2010, foi produzida e exibida pela TV Globo de 23 de agosto de 2010 a 26 de agosto de 2011, em 265 capítulos.
Escrita por Emanuel Jacobina, com a colaboração de Flávia Bessone, Gabriela Amaral, Márcio Wilson e Zé Dassilva, teve direção de Adriano Melo e Leonardo Nogueira (também diretor geral), e direção de núcleo de Ricardo Waddington.
Conta com as atuações de  Bruno Gissoni, Daniela Carvalho, Ariela Massotti, Gabriel Chadan, Ana Terra Blanco, Ronny Kriwat, Luiza Casé e Ivan Mendes nos papeis principais.
Segundo Jacobina, o elenco tem uma característica diferente, com atores um pouco mais velhos, levando o espectador a acreditar que irão trazer uma "maturidade emocional maior para os personagens".

## Enredo
Pedro (Bruno Gissoni) e Catarina (Daniela Carvalho) são dois estudantes do ensino médio de características e criações totalmente diferentes, que porém terão os seus caminhos entrelaçados. O primeiro é um disk jockey que trabalha em todos os tipos de festas com toda a alegria do mundo em busca de conseguir o seu próprio dinheiro. Pedro mora no subúrbio com a mãe dona de casa Lurdes (Sandra Corveloni), o pai pedreiro Geraldo (Ranieiri Gonzalez), e o irmão caçula Theo (Ronny Kriwat). Pedro vive sendo assediado pela sua amiga, a oportunista Ângela (Ana Terra Blanco).
Pedro, em busca de grana, resolve se candidatar a ser disk jockey de uma festa em um parque de diversão, evento este promovido por Catarina. Catarina é uma garota estudiosa, determinada e dominadora, que vive mandando nos irmãos caçulas, o mulherengo Fred (Bernardo Mesquita) e a skatista Duda (Nathalie Jourdan), esta última que acaba vivendo um triângulo amoroso com o ex-namorado Eric (Duam Socci), que já foi namorado de Catarina, e a sua melhor amiga, a espevitada Joseane (Julia Oristânio), que começa a se encantar por Eric, este ainda namorando a sua melhor amiga. Catarina reside em um apartamento de luxo na Zona Sul do Rio de Janeiro junto a sua mãe, a médica Cláudia (Gisela Reimann), o pai empresário Fausto (Joelson Medeiros), e o avô divertido Agenor (Walter Breda).
Embora sejam de mundos aparentemente diferentes, Pedro e Catarina descobrem que os seus conflitos, gostos musicais, sonhos e expectativas são muito parecidos. Os dois se apaixonam, mas não admitem isso num primeiro momento. De imediato, eles têm um relacionamento de tensão emocional. Principalmente diante a necessidade dos dois de unir forças mesmo a contra gosto para conseguir reformar o Salão da Caldeira, do clube, para poder realizar festas e conseguir arrecadar dinheiro, cada um por seus motivos próprios: o Pedro para dar entrada na compra da casa alugada da família e a Catarina para ajudar a família. Isso é intensificado porque Catarina se insinua para o disk jockey Pedro com o objetivo de provocar ciúmes em Eric, que vinha agindo de maneira desrespeitosa no namoro deles, sempre paquerando outras meninas.
A tensão inicial é superada, mas dá lugar a um conflito mais sério: o irmão de Pedro, Theo, é acusado de agredir o irmão caçula de Catarina, o Fred. Isso gera uma interdição permanente na relação dos dois, porque, enquanto o irmão dele está sendo processado na justiça, o dela está com um problema médico, supostamente consequência da agressão sofrida durante uma festa. Existe um mistério, sobre se o irmão de Pedro realmente agrediu o outro, e, se sim, em que circunstâncias.
O estudante e invejoso Lúcio (Gabriel Chadan) é o grande antagonista da trama. Foi ele quem incitou o conflito entre os irmãos de Pedro e Catarina. Como não quer ser responsabilizado, cuida para que ninguém se lembre do que de fato aconteceu. Lúcio é apaixonado por Catarina, mas ela o despreza. Ele, porém, não desiste de tentar conquistá-la. O comportamento de Lúcio se assemelha um pouco ao do pai de Catarina, por envolver orgulho ferido. Separado da mãe da jovem, ele não paga a pensão dos três filhos, justificando que quem pediu a separação foi a esposa. O problema é que Lúcio se mete com gente perigosa, entre eles o bandido Rique (Lucci Ferreira), seu principal cúmplice em suas armações. Catarina é muito amiga de Lorelai (Luíza Casé), uma garota sincera e batalhadora que namora Théo, irmão de Pedro, e a patricinha Babi (Maria Pinna), que acaba se apaixonando pelo hilário jogador de futebol Maicon (Marcello Melo Jr.) e juntos vivem uma relação de cão e gato, o grande núcleo cômico da trama.
Porém a chegada de Raquel (Ariela Massotti), a suposta filha bastarda de Fausto, mexe com a vida de todos. Raquel vai viver com a família de Catarina e neurótica e problemática, a garota sofre de bipolaridade, se apaixona por Pedro e rouba o namorado da meia-irmã Catarina, que desolada acaba virando alvo das armações de Lúcio. No entanto, Raquel só veio à tona depois de fugir da casa da mãe, que faleceu. Com isso, após ficar órfã, acabou morando com o padrasto Rique, bandido amigo de Lúcio, que começa a assediar Raquel, que perturbada foge de casa.
Na reta final, Catarina e Raquel são sequestradas por vingança de Rique, mas na tentativa de fuga do vilão sofrem um acidente e conseguem fugir, mas Rique não tem o mesmo destino: ficando preso na explosão no carro, e finalmente Pedro e Catarina podem ficar juntos.

## Elenco
| Intérprete          | Personagem                           |
| ------------------- | ------------------------------------ |
| Bruno Gissoni       | Pedro da Silva Lopes                 |
| Daniela Carvalho    | Catarina Leal Barreto (Cat)          |
| Ariela Massotti     | Raquel Bazin Barreto                 |
| Gabriel Chadan      | Lúcio Diégues                        |
| Ana Terra Blanco    | Ângela Moutinho (Anjinha)            |
| Ronny Kriwat        | Theo da Silva Lopes / Theo Gonçalves |
| Luiza Casé          | Lorelai Magalhães                    |
| Ivan Mendes         | Guilherme Marques (Gui)              |
| Duam Socci          | Eric Diniz                           |
| Nathalie Jourdan    | Maria Eduarda Leal Barreto (Duda)    |
| Lucas Salles        | Eduardo Godói (Dodói)                |
| Bernardo Mesquita   | Frederico Leal Barreto (Fred)        |
| Alice Wegmann       | Andréa Ramos                         |
| Marcello Melo Jr.   | Maicon de Sousa                      |
| Maria Pinna         | Bárbara Medeiros (Babi)              |
| Flávia Cunha        | Raíssa                               |
| Igor Cosso          | Rafael                               |
| Júlia Oristânio     | Joseane Brito (Josi)                 |
| Fabio Beltrão       | Carlos Eduardo Nogueira (Cadu)       |
| Junior Madalena     | Carlos Francisco (Franja)            |
| Carolina Lavigne    | Laura Segadas                        |
| Lucci Ferreira      | Henrique Colin (Rique)               |
| Helena Ranaldi      | Profª. Tereza Marins                 |
| Marcos Winter       | Prof. Odilon Gusmão dos Santos       |
| Rodrigo Veronese    | João Paulo                           |
| Sandra Corveloni    | Lurdes da Silva Lopes                |
| Ranieri Gonzalez    | Geraldo da Silva Lopes               |
| Luciana Borghi      | Railda Gonçalves                     |
| Gisela Reimann      | Cláudia Leal Barreto                 |
| Joelson Medeiros    | Fausto Barreto                       |
| Inez Viana          | Zica de Sousa                        |
| Ailton Graça        | José Pinto (Seu Pintinho)            |
| MV Bill             | Prof. Antônio                        |
| Márcio Ribeiro      | Prof. Romero                         |
| Cris Nicolotti      | Vera Marins                          |
| Walter Breda        | Agenor Barreto                       |
| Alexandre Barros    | Dr. Roberto Segadas                  |
| Jacqueline Dalabona | Iara Medeiros                        |
| Henrique Schaffer   | Milton Medeiros                      |
| Christiane Alves    | Drª. Luíza                           |
| Kiko Vianello       | Inspetor Moraes                      |
| Marizabel Pacheco   | Creuza                               |
| Pedro Van-Held      | Arthur Coelho                        |
| Anna Rita Cerqueira | Milena                               |
| Pedro Maya          | Carlos (Carlinhos / Obama)           |
| Yago Machado        | Flávio (Flavinho)                    |

### Participações especiais
| Intérprete            | Personagem                |
| --------------------- | ------------------------- |
| Ully Lages            | Kátia Gonçalves           |
| Dandara de Morais     | Júlia Silvino             |
| Mario José Paz        | André Farnel              |
| Genézio de Barros     | Hélio Ribeiro             |
| Arlete Heringer       | Márcia Carneiro           |
| Thalma de Freitas     | Nathália                  |
| Rita Guedes           | Marlene                   |
| Raoni Carneiro        | Rogério                   |
| Rafael Cabral Barbosa | Rafael                    |
| Renata Sayuri         | Sara Lee                  |
| Ricardo Pavão         | Anísio                    |
| Rogério Fabiano       | Jaime                     |
| Sérgio Vieira         | Sérgio                    |
| Yanna Lavigne         | Laís                      |
| Yachmin Gazal         | Nair                      |
| Hugo Resende          | Dênis                     |
| Dênis Derkian         | Sargento Guerra           |
| Jurema Reis           | Clara                     |
| Luciana Fregolente    | Gioconda                  |
| Camilo Bevilacqua     | Marcelo                   |
| Cláudia Ventura       | Nívea                     |
| Nando Rodrigues       | Botija                    |
| Paula Braun           | Rosana                    |
| Antônia Frering       | Estilista                 |
| Iná de Carvalho       | Aurora                    |
| Marco Marcondes       | Carlito                   |
| Álvaro Abrão          | Vinícius Pastrone         |
| Paula Possani         | Rejane                    |
| Bethito Tavares       | Chico (garçom do Boladão) |
| André Pellegrino      | Marcos                    |
| Beto Quirino          | Raimundo Duarte           |
| Chico Expedito        | Delegado                  |
| Danilo Sacramento     | Beto                      |
| Dudu Pires            | garçom do Boladão         |
| Gilberto Marmorosch   | Agostinho                 |
| Jaqueline Dantas      | Rose                      |
| Monique Storch        | Maria                     |
| Orlando Soares        | Nelson                    |
| Rebeca Bueno          | médica amiga de Claúdia   |
| Sheila Mattos         | mãe de Ângela             |
| Tássia Gomes          | Prima de Joseane          |
| Thiago José de Borba  | Mathias                   |
| Vanessa Jardim        | Anita                     |
| Zeli Oliveira         | Dona Dalva                |
| Neymar                | Ele mesmo                 |
| Paulo Henrique Ganso  | Ele mesmo                 |
| Mabel Cezar           | Convidada da festa        |

## Audiência
A temporada de 2010 marcou uma média de 16 pontos com picos de 19 e participação de 35% em sua estreia, que ocorreu 23 de agosto de 2010; a estreia da temporada anterior havia alcançado 21 pontos.
Sua maior audiência ocorreu no dia 4 de janeiro de 2011, quando marcou uma média de 25 pontos e 44% de share. Porém seu último episódio exibido em 26 de agosto de 2011 marcou um novo recorde para a temporada, consolidando uma média de 26 pontos com picos de 31 e 56% de share e participação. Esse share foi o mais alto desde o fim da temporada de 2008. Teve média-geral de 19 pontos.

## Exibição
Foi reapresentada na íntegra no Viva de 5 de dezembro de 2022 a 8 de dezembro de 2023, substituindo Malhação ID e sendo substituída por Malhação Conectados às 16h45 até o dia 31 de maio de 2023 e a partir de 1º de junho de 2023, passou a ser exibida às 16h15 ocupando o horário da 4ª temporada, com reprises às 3h40 e 10h30.
Foi exibida pela Globo Portugal a partir de 25 de julho de 2022, substituindo Malhação ID.

### Outras mídias
Em 22 de março de 2021, foi atualizada pelo Globoplay como parte do Projeto Originalidade, com a atualização para o formato de exibição original; com o formato de imagem restaurado em Full HD, além de aberturas, vinhetas de intervalo e encerramento originais.

## Trilha sonora

### Malhação - Internacional 2011

#### Lista de faixas
| N.º            | Título                              | Compositor(es)                                                    | Artista(s)     | Duração |  |
| 1.             | "Teenage Dream"                     | Katy Perry Bonnie McKee Max Martin Lukasz Gottwald Benjamin Levin | Katy Perry     | 3:50    |  |
| 2.             | "TiK ToK"                           | Gottwald Levin                                                    | Ke$ha          | 3:21    |  |
| 3.             | "All In Hand"                       | John Bartlett Paul Bartlett Joe Braithwaite Scott Duncan          | Lowrider       | 3:15    |  |
| 4.             | "Keep Me In Mind"                   | Fabrizio Moretti Rodrigo Amarante                                 | Little Joy     | 2:20    |  |
| 5.             | "Concrete Jungle"                   | Khaled Abdulwahab Mohammed Komba                                  | Diafrix        | 4:01    |  |
| 6.             | "Everybody Wants to Rule the World" | Roland Orzabal Ian Stanley Chris Hughes                           | Leo Mancini    | 3:45    |  |
| 7.             | "Better Days"                       | John Nathaniel                                                    | John Nathaniel | 2:48    |  |
| 8.             | "Eyes for Eyes"                     | Line Lessa Pin Böner                                              | Tipo Uísque    | 3:09    |  |
| 9.             | "Definitely Sure"                   | Manoel Canepa William Naraine                                     | Double You     | 4:40    |  |
| 10.            | "Corner of My Street"               | Alain Clark                                                       | Alain Clark    | 6:07    |  |
| 11.            | "Walkin' The Blues"                 | Mark Lizotte                                                      | Diesel         | 3:34    |  |
| 12.            | "Girls Can Rock"                    | Lu Alone                                                          | Lu Alone       | 3:38    |  |
| 13.            | "Fine"                              | Tiago Iorc                                                        | Tiago Iorc     | 3:10    |  |
| Duração total: | Duração total:                      | Duração total:                                                    | Duração total: | 47:38   |  |

Notas
- Não foi lançado álbum nacional da 18.ª temporada de Malhação, mas, de acordo com a página oficial da temporada no site Memória Globo, estas são as canções tocadas durante a trama.

1. Do Lado de Cá - Chimarruts (Tema Geral)
2. Passos Pela Rua - Marcelo Mira (Tema Geral)
3. Paga Pau - Fernando & Sorocaba (Tema do Maicon e Babi)
4. Problema Social - Leandro Sapucahy e Seu Jorge (Tema Geral)
5. Que Se Dane o Mundo - Adair Cardoso (Tema Geral)
6. Fugidinha - Michel Teló (Tema Geral)
7. Versinho - Mallu Magalhães (Tema Geral)
8. Eu Quero Você Só Pra Mim - Marcos & Fernando (Tema de Pedro e Raquel)
9. O Tom do Amor – Paulinho Moska (Tema Geral)
10. Meteoro - Luan Santana (Tema Geral)
11. Tá se Achando - Guilherme & Santiago (Tema Geral)
12. Seu Olhar - Greice Ive (Tema de Pedro e Catarina)
13. Zagueiro, Umbabarauma - Jorge Ben Jor (Tema de Maicon)
14. Lourinha Bombril (Parate Y Mira) - Bangalafumenga (Tema de Abertura)